# Energia hidráulica

Diagrama de um gerador de uma usina que utiliza da energia hidráulica

A energia hidráulica ou energia hídrica é a energia obtida a partir da energia potencial de uma massa de água. A forma na qual ela se manifesta na natureza é nos fluxos de água, como rios e lagos e pode ser aproveitada por meio de um desnível ou queda d'água. Pode ser convertida na forma de energia mecânica (rotação de um eixo) através de turbinas hidráulicas ou moinhos de água. As turbinas por sua vez podem ser usadas como acionamento de um equipamento industrial, como um compressor, ou de um gerador elétrico, com a finalidade de prover energia elétrica para uma rede de energia.
A potência hidráulica máxima que pode ser obtida através de um desnível, pode ser calculada pelo produto:
{\displaystyle P=\rho QHg}
Em unidades do sistema internacional de unidades (SI):
- Potência(P): Watt(W)
- Queda(H): m
- Densidade(ρ): {\displaystyle kg/m^{3}}
- Vazão volumétrica(Q): {\displaystyle m^{3}/s}
- Aceleração da gravidade(g):{\displaystyle m/s^{2}}

É necessário que haja um fluxo de água para que a energia seja gerada de forma contínua no tempo, por isto embora se possa usar qualquer reservatório de água, como um lago, deve haver um suprimento de água ao lago, caso contrário haverá redução do nível e com o tempo a diminuição da potência gerada (ver equação acima). As represas (barragens) são nada mais que lagos artificiais, construídos num rio, permitindo a geração contínua.
As represas podem ser importantes pois caso a água fosse coletada diretamente de um rio, na medida em que houvesse uma redução da vazão do rio, como em uma época de estiagem, haveria redução da potência gerada. Assim com a formação de um lago (reservatório da barragem), nas épocas de estiagem pode-se usar a água armazenada, e se este for suficientemente grande poderá atender a um período de estiagem de vários meses ou mesmo plurianual.
No Brasil, devido a sua enorme quantidade de rios, a maior parte da energia elétrica disponível é proveniente de grandes usinas hidrelétricas. A energia primária de uma hidrelétrica é a energia potencial gravitacional da água contida numa represa elevada. Antes de se tornar energia elétrica, a energia primária deve ser convertida em energia cinética de rotação. O dispositivo que realiza essa transformação é a turbina. Ela consiste basicamente em uma roda dotada de pás, que é posta em rápida rotação ao receber a massa de água. O último elemento dessa cadeia de transformações é o gerador, que converte o movimento rotatório da turbina em energia.
Um rio não é percorrido pela mesma quantidade de água durante o ano inteiro. Em uma estação chuvosa, é claro, a quantidade de água aumenta. Para aproveitar ao máximo as possibilidades de fornecimento de energia de um rio, deve-se regularizar-se a sua vazão, a fim de que a usina possa funcionar continuamente com toda a potência instalada.
A vazão de água é regularizada pela construção de lagos artificiais. Uma represa, construída de material muito resistente - pedra, terra, freqüentemente cimento armado - , fecha o vale pelo qual corre o rio. As águas param e formam o lago artificial. Dele pode-se tirar água quando o rio está baixo ou mesmo seco, obtendo-se assim uma vazão constante.
A construção de represas quase sempre constitui uma grande empreitada da engenharia civil. Os paredões, de tamanho gigante, devem resistir às extraordinárias forças exercidas pelas águas que ela deve conter. Às vezes, têm que suportar ainda a pressão das paredes rochosas da montanha em que se apóiam.
Para diminuir o efeito das dilatações e contrações devidas às mudanças de temperatura, a construção é feita em diversos blocos, separados por juntas de dilatação. Quando a represa está concluída, em sua massa são colocados termômetros capazes de transmitir a medida da temperatura a distância; eles registram as diferenças de temperatura que se possam verificar entre um ponto e outro do paredão e indicam se há perigo de ocorrerem tensões que provoquem fendas.

## A potência
A energia que pode ser fornecida por unidade de tempo chama-se potência, e é medida em watt (W). Como as potências fornecidas pelas usinas hidrelétricas são muito grandes, sempre expressas em milhares de watts, utiliza-se para sua medida um múltiplo dessa unidade, o quilowatt (kW), que equivale a 1 000 W.
A potência de uma fonte de energia elétrica pode ser calculada multiplicando-se a tensão em volts que ela é capaz de fornecer pela corrente em ampères que distribui. Dessa maneira, uma fonte capaz de distribuir 1 000 A com uma tensão de 10 000 V possui uma potência de 10 milhões de watts, ou 10 000 kW.
Uma linha de transmissão, portanto, é capaz de transportar a mesma potência de duas maneiras: com voltagem elevada e corrente de baixa intensidade, ou com voltagem baixa e alta corrente.
Quando a energia elétrica atravessa um condutor, transforma-se parcialmente em calor. Essa perda é tanto maior quanto mais elevada for a intensidade da corrente transportada e maior for a resistência do fio condutor. Assim, seria conveniente efetuar a transmissão da energia elétrica por meio de fios muito grossos, que apresentam menos resistência. Porém, não se pode aumentar excessivamente o diâmetro do condutor, pois isso traria graves problemas de construção e transporte, além de encarecer muito a instalação. Assim, prefere-se usar altos valores de tensão, que vão de 150 000 até 400 000 V.
A energia elétrica produzida nas centrais não é dotada de tensão tão alta. Nos geradores, originalmente, essa energia tem uma tensão de cerca de 10 000 V. Valores mais altos são inadequadas, porque os geradores deveriam ser construídos com dimensões enormes. Além disso, os geradores possuem partes em movimento e não é possível aumentar arbitrariamente suas dimensões.
A energia elétrica é, pois, produzida a uma tensão relativamente baixa, que em seguida é elevada, para fins de transporte. Ao chegar às vizinhanças dos locais de utilização, a tensão é rebaixada. Essas elevações e abaixamentos são feitos por meio de transformadores.

## O gerador
O gerador é um dispositivo que funciona com base nas leis da indução eletromagnética. Em sua forma mais simples, consiste numa espira em forma de um círculo. Ela fica imersa num campo magnético e roda em torno de um eixo perpendicular às linhas dessa área. Quando fazemos a espira girar com movimento regular, o fluxo magnético que atravessa sua superfície varia continuamente. Surge assim, na espira, uma corrente induzida periódica. A cada meia volta da espira o sentido da corrente se inverte, por isso ela recebe o nome de corrente alternada.